# Estación de Bilbao-La Naja
Bilbao-La Naja fue una estación ferroviaria terminal gestionada por la empresa pública RENFE, soterrada durante buena parte de su existencia y situada en el barrio de Abando de la ciudad de Bilbao, junto al Puente del Arenal y las estaciones terminales de Concordia y Abando Indalecio Prieto. La estación original con vías al descubierto, construida por Pablo Alzola, fue inaugurada el 19 de marzo de 1888 como cabecera bilbaína del ferrocarril de Bilbao a Portugalete, siendo posteriormente derribado su edificio para convertirla en una estación soterrada en el mismo emplazamiento. Durante muchos años fue el punto de inicio de las líneas C-1 y C-2 de Renfe Cercanías Bilbao.
La infraestructura fue clausurada para siempre el 3 de marzo de 1999, con la entrada en funcionamiento de la denominada Variante Sur Ferroviaria y la centralización de todos los servicios de cercanías ofrecidos entonces por RENFE en Abando Indalecio Prieto (antes llamada Bilbao-Abando). La actuación trajo consigo también el desmantelamiento por fases del trazado ferroviario que bordeaba la Ría de Bilbao hasta esta terminal, con origen en la estación de Olabeaga, dentro del proyecto de urbanización de Abandoibarra.
Ubicada bajo la calle de Bailén, se podía acceder a los andenes subterráneos a través de varias escaleras, ubicadas junto al Puente del Arenal y en la propia calle de Bailén, así como desde el muelle de La Naja, recorriendo el soportal de los bajos del edificio de viviendas que se extiende por la calle de Bailén (fachada este). En la actualidad, dicho soportal privado está cerrado al paso del público, y las escaleras del sur de la estación —ubicadas al pie del llamado Rascacielos de Bailén— fueron selladas tras el cierre de la misma para garantizar la seguridad de la zona. No obstante, siguen presentes —aun clausuradas— las escaleras junto al Puente del Arenal (verjadas) y las de la Plaza de las Mujeres 25 de Noviembre (frente a la estación de Concordia).
Mientras estuvo en servicio, el propietario del edificio fue la misma empresa pública RENFE. Posteriormente, Adif la heredó como parte del patrimonio de la antigua compañía. En 2013, fue vendida a su actual propietario, el fondo de inversión GP, Funds & Treasury S.L. El inmueble continúa, a día de hoy, en ruinas y sin uso conocido ni previsto, aunque ha sido abierto puntualmente a actos como las jornadas sobre arquitectura Open House Bilbao (en 2017).

## Historia

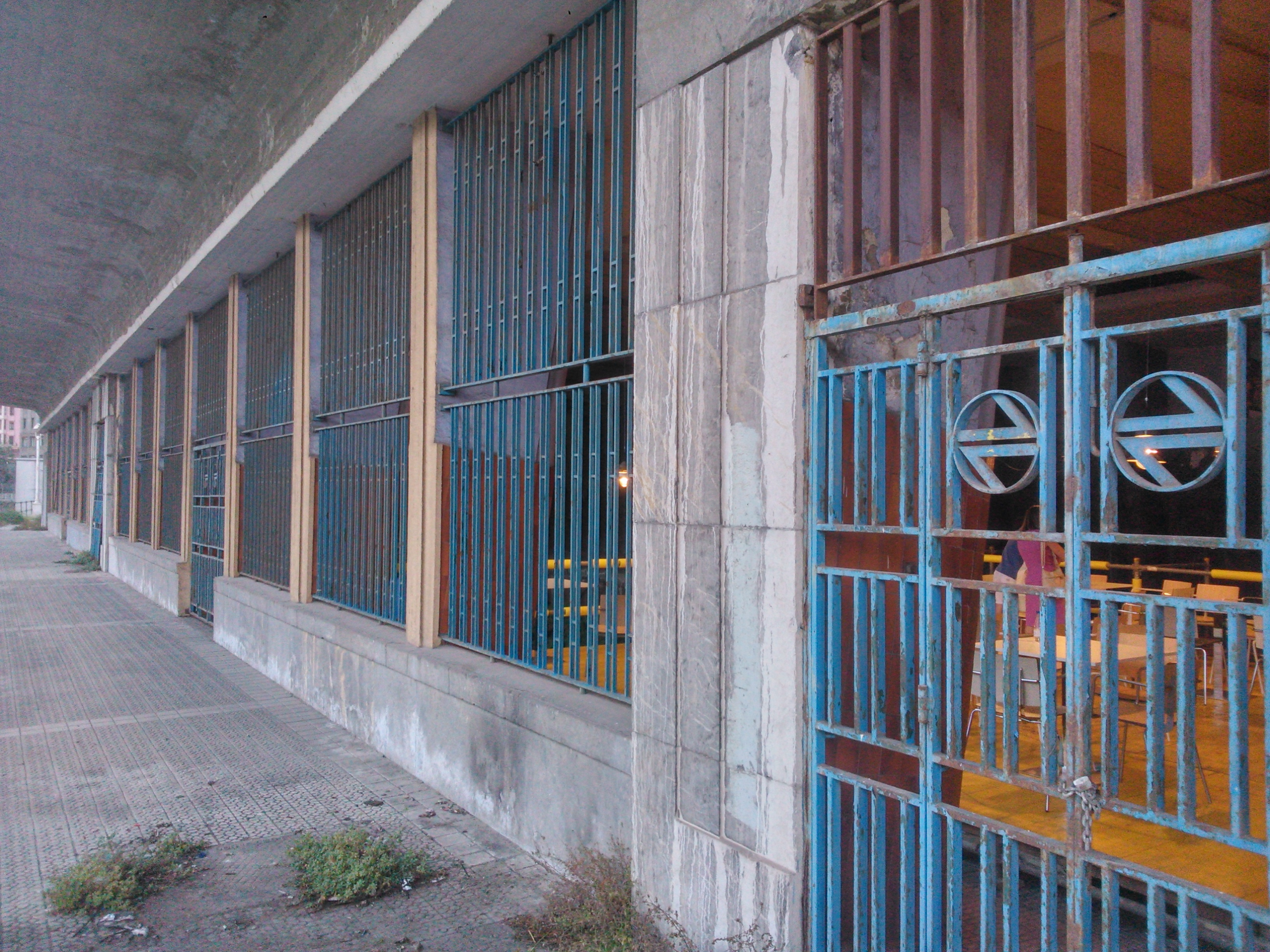
Entrada a la antigua estación de La Naja

La estación fue inaugurada junto con la línea de Bilbao a Portugalete y Triano (BPT), el 19 de marzo de 1888. El proyecto original, en superficie, fue obra del ingeniero donostiarra Pablo Alzola y Minondo. El edificio, de estilo modernista, se ganó el apodo de "la pajarera" o "la capilla" entre los bilbaínos, debido a la torrecilla que presidía el tejado. El edificio resultó muy dañado durante la guerra civil española y tuvo que ser demolido en 1937. Tras la guerra se construyó una nueva estación soterrada.
La estación tuvo que ser reformada después de las inundaciones de 1983, ya que a través de un antiguo túnel destinado al tráfico de mercancías que unía La Naja y Abando el agua de lluvia entraba en la estación y hacía que el edificio se anegara. La estación estuvo dos meses cerrada, siendo reabierta el 29 de octubre de 1983.

### Variante Sur Ferroviaria

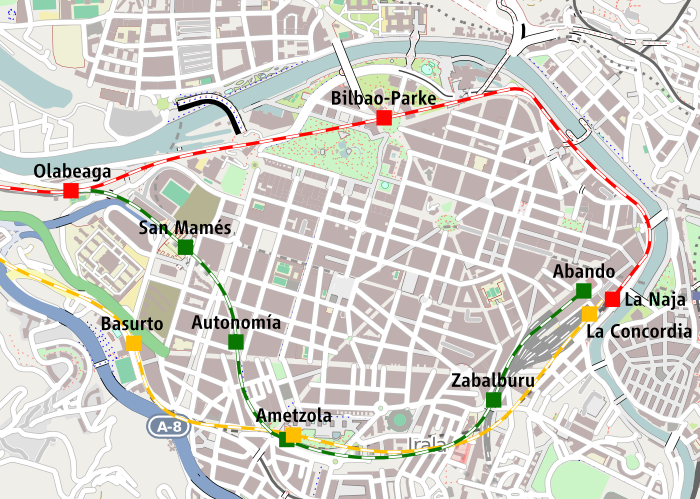
Variante Sur Ferroviaria en Bilbao.
Trazado original
Trazado tras la construcción de la Variante Sur Ferroviaria.
Trazado de Renfe Cercanías AM.

Hasta el año 1999, las líneas C-1 y C-2, desde Santurce y Musques respectivamente, tenían como cabecera la estación de Bilbao-La Naja. Los trenes que circulaban en sentido Bilbao, después de pasar por la estación de Olabeaga, atravesaban la zona de Abandoibarra siguiendo la ría y llegaban a la estación de La Naja, situada bajo la estación de Bilbao Concordia. Por otra parte, los servicios de la línea C-3 tenían como cabecera, igual que hoy, la estación de Abando.
La puesta en funcionamiento de la Variante Sur Ferroviaria de Cercanías Renfe Bilbao, impulsada por la sociedad Bilbao Ría 2000, implicó la clausura del tramo entre Olabeaga y Bilbao-La Naja y la inauguración de las nuevas estaciones de San Mamés, Autonomía, Amézola y Zabalburu. La red de cercanías experimenta una importante reorganización: las líneas C-1 y C-2 se canalizan a la estación de Abando por la nueva variante, con nuevas estaciones que dan servicio a nuevas zonas, al tiempo que la estación de Abando se convierte así en la cabecera de todas las líneas de cercanías de RENFE.

### Clausura
La entrada en funcionamiento de la Variante Sur conllevó el cierre de la estación de La Naja el 3 de marzo de 1999. Su último servicio salió a las 23:45 de ese mismo día hacia Santurce. En el ramal entre Olabeaga y Bilbao-Parque se pone en funcionamiento un servicio de lanzadera, la línea C-4, que estuvo en funcionamiento hasta el 21 de noviembre de 2003.
El cierre de la línea de cercanías dejó paso a la revitalización de los muelles de Uribitarte y Abandoibarra, en la Margen Izquierda de la ría, incluyendo las obras de ampliación del tranvía de Bilbao hasta el Museo Guggenheim. Si bien se perdió el servicio de cercanías original en el corredor que seguía el curso de la Ría, cabe recordar que, en la actualidad, sigue ofreciéndose un transporte ferroviario equivalente en la misma zona, cualitativamente mejorado, gracias al tranvía. Así, el entorno de la clausurada estación de La Naja pasó a ser servido directamente por el apeadero de Abando, ubicado en la calle de Navarra; pasados los apeaderos intermedios de Pío Baroja y Uribitarte, la zona servida otrora por la también extinta estación de Bilbao-Parque pasó a acoger los apeaderos de tranvía de Guggenheim, de Abandoibarra y de Euskalduna. Asimismo, la futurible desaparición de la veterana estación de Olabeaga, que aún presta servicio a las líneas C-1/C-2 actuales, también quedaría suplida por la instalación de un nuevo apeadero de tranvía en las inmediaciones, en su futuro paso por la zona hacia la rehabilitada isla de Zorrozaurre.

### Recalificación urbanística
El 25 de mayo de 2017, el pleno del Ayuntamiento de Bilbao aprobó la recalificación de la estación para que sus alrededor de 2.000 metros cuadrados puedan acoger tiendas, restaurantes y comercios, quedando excluida la posibilidad de que se instale algún pub o discoteca al impedirlo la normativa urbanística que regula la hostelería del Casco Viejo.
El 29 de noviembre de 2019, el pleno dio el visto bueno al cambio de uso de la antigua estación a gimnasio y ceder la propiedad el terreno al consistorio para despejar el tapón que corta el paseo.